# Archiv Leoše Janáčka

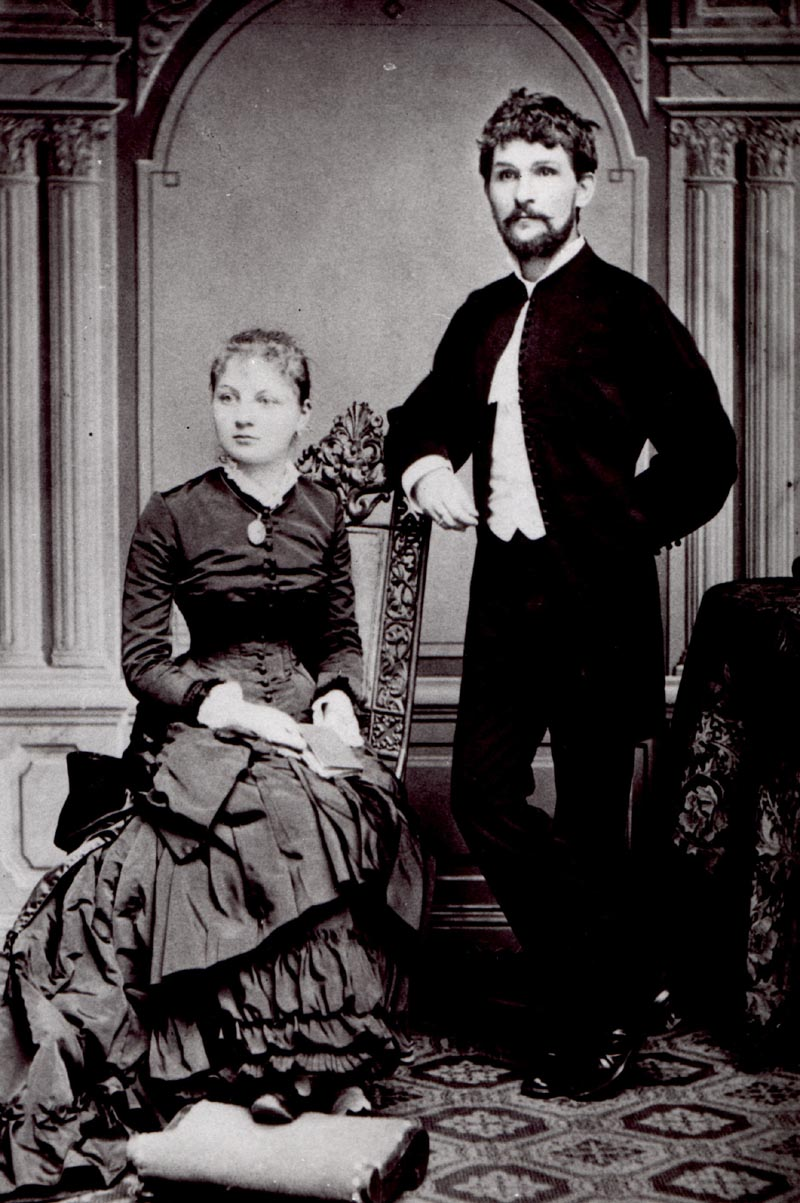
Leoš a Zdenka Janáčkovi v roce 1881, fotografie z archivu Leoše Janáčka

Archiv Leoše Janáčka je dokumentační fond Moravského zemského muzea tvořený z větší části pozůstalostí Leoše Janáčka a zčásti doplněný dalšími cílenými akvizicemi muzea. Jakožto v úplnosti dobře dochovaná pozůstalost hudebního skladatele byl archiv v roce 2017 zařazen na seznam Paměť světa (UNESCO).
Pozůstalost odkázala muzeu po smrti manžela Zdenka Janáčková roku 1933. Poté muzeum do roku 2015 pozůstalost doplňovalo jako sbírku dokumentující osobu Leoše Janáčka.

## Obsah
- Janáčkovo hudební dílo
- Janáčkova korespondence
- Janáčkovy deníky
- rukopisy libret a dalších literárních děl
- písemnosti o Janáčkovi a jeho rodině
- Janáčkova knihovna
- ikonografická sbírka týkající se Leoše Janáčka
- výstřižkový archiv
- sbírka programů Janáčkových představení
- fond Varhanické školy Leoše Janáčka